# Kopernia
Kopernia – wieś sołecka w Polsce, położona w województwie świętokrzyskim, w powiecie pińczowskim, w gminie Pińczów.
W latach 1954–1959 wieś należała i była siedzibą władz gromady Kopernia, po jej zniesieniu w gromadzie Brzeście. W latach 1975–1998 miejscowość administracyjnie należała do województwa kieleckiego.

## Części wsi
| SIMC    | Nazwa   | Rodzaj    |
| ------- | ------- | --------- |
| 0262935 | Górka   | część wsi |
| 0262941 | Parcele | część wsi |

## Historia

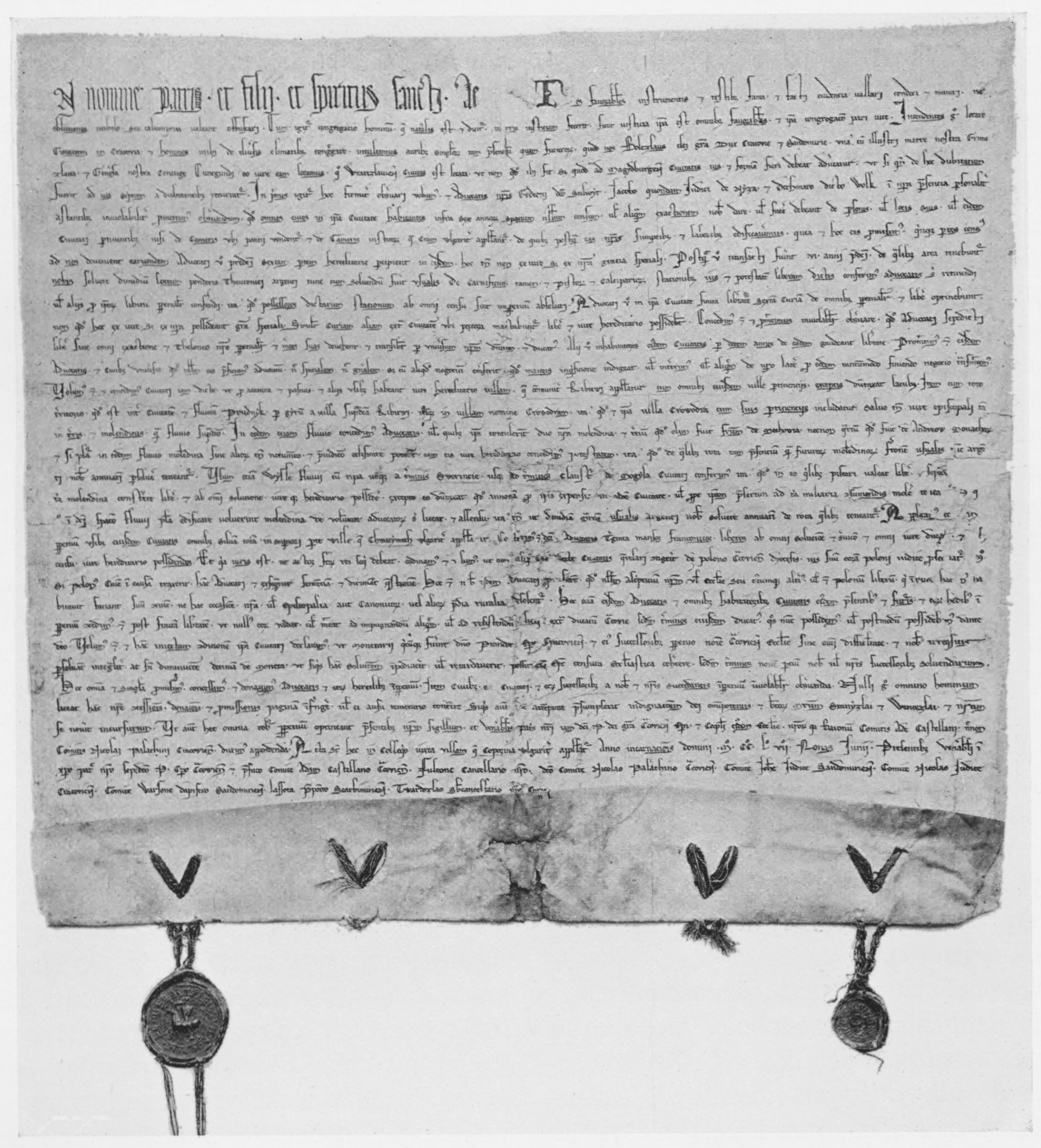
Przywilej lokacyjny Krakowa.

5 czerwca 1257 r. miało tu miejsce nadanie przywileju lokacyjnego dla Krakowa. Akt lokacyjny wydał książę Bolesław Wstydliwy na wiecu, który odbył się na przylegających do wioski błoniach.
Napisany po łacinie dokument, którego oryginał spoczywa w Archiwum Państwowym w Krakowie, przedstawia wolę władcy, którego intencją było dopomożenie Krakowowi w szybszej odbudowie po najeździe tatarskim w 1241 r., przez nadanie mu nowoczesnego na owe czasy prawa i kształtu urbanistycznego. Głosi on między innymi:

Zamierzając przeto założyć miasto w Krakowie i zgromadzić tu ludzi z różnych stron świata, wpajamy mocno w uszy każdemu z osobna, tak współczesnym, jak i przyszłym, ze my Bolesław z bożej laski książę Krakowa i Sandomierza, razem z dostojna matką naszą Grzymislawą, i szlachetna małżonką nasza Kunegundą, miasto to zakładamy na tym samym prawie, na jakim założone zostało miasto Wrocław, tak aby nie to co tam się dzieje, lecz co według prawa i wzoru miasta Magdeburga dziać się powinno, było zmienione, aby jeśli kiedyś byłaby co do tego jakaś wątpliwość, do pisanego prawa wątpiący się odwoływali. (...)

Spis z roku 1827 – wieś Kopernia wówczas zwana  Koperniów posiadała 25 domów i 282 mieszkańców

Według spisu powszechnego z roku 1921 we wsi Kopernia było 52 domy i 289 mieszkańców, w folwarku 4 domy i 82 mieszkańców.

## 750 rocznica powstania aktu lokacyjnego
- W sobotę 2 czerwca 2007 r., w 750. rocznicę nadania prawa magdeburskiego dla Krakowa, w centrum wsi Kopernia odsłonięty został obelisk upamiętniający to wydarzenie. Dokonali tego: burmistrz Pińczowa Włodzimierz Badurak, pełnomocnik Prezydenta Krakowa J. Sepioł, wójt Koperni U. Skrzypek i wicemarszałek sejmiku świętokrzyskiego Z. Wrzałka. Przy obelisku, na pamiątkę tej uroczystości, posadzona została sadzonka świerka istebniańskiego wyhodowana z nasionka poświęconego przez papieża Benedykta XVI.
- 3 czerwca 2007 na koperniańskich błoniach nad Nidą odbyła się inscenizacja wiecu z 1257 roku połączona z festynem, z udziałem m.in. prezydenta Krakowa Jacka Majchrowskiego i burmistrza Pińczowa Włodzimierza Baduraka.